# Russenweiher (Speyer)
Der Russenweiher ist ein kleiner Baggersee von ca. 1,2 Hektar Fläche im Süden von Speyer in dessen Wohnquartier Neuland.
Der See entstand in den Jahren um 1900, als der Eigentümer des Geländes, der Landwirt Franz Thomas, ihn zum Zwecke der Kiesgewinnung ausbaggerte. Der Kies diente als Rohstoff für damalige Bauprojekte in der Stadt Speyer, insbesondere für den Bau der Kaserne für die Bayrischen Pioniere – später französische Kaserne, heute Wohngebiet Quartier Normand – und für das Krankenhaus der Evangelischen Diakonissenanstalt Speyer. Aufgrund der damals einfachen Abbautechnik ist der See nur einen bis fünf Meter tief.

## Namen
Im Ersten Weltkrieg wurden russische Kriegsgefangene der Möbelfabrik Orth, die sich am nördlichen Teil der Rheinhäuser Straße in Richtung der späteren Winternheimer Straße erstreckte, zur Zwangsarbeit zugeteilt. Die kriegsgefangenen Russen waren in zwei Baracken untergebracht, die auf dem Gelände des späteren Zahntechnik-Labors Kretz errichtet worden waren. Diese nutzten mindestens einen oder zwei Sommer lang das nahe Thomas’sche Gewässer zum Baden.

## Bebauung der Umgebung: Das Neuland
Mittels einer 1922 gegründete Bauarbeitsgemeinschaft entstand zum großen Teil in Selbsthilfe die Siedlung Neuland im Bereich Im Lenhart und am Russenweiher.
Der Russenweiher avancierte zum Lieblingsbadeweiher der Jugend des Neuland. Der damalige Verein Wasserfreunde Speyer grenzte in den 20er-Jahren einen Teil des Gewässers als Schwimmbahn sowie einen Teil als Wasserballfläche ab und errichtete ein hölzernes Clubhäuschen.

## Angler
Das Gewässer ist zum Fischen verpachtet an den Verein Anglerfreunde-Speyer e.V.

## Probleme
Die geringe Tiefe und der intensive Eintrag organischer Substanz, etwa durch die Blätter der Weiden am Uferrand, haben zur massiven Ansammlung von sauerstoffzehrendem Morast im verlandenden See geführt.

### LUBW
Amtliche Online-Gewässerkarte mit passendem Ausschnitt und den hier benutzten Layern: Russenweiher und Umgebung

Allgemeiner Einstieg ohne Voreinstellungen und Layer: Kartendienst des Landschaftsinformationssystems der Naturschutzverwaltung Rheinland-Pfalz (LANIS-Karte) (Hinweise)
1. ↑  Höhe nach blauer Beschriftung im See.
2. 1 2 3  Fläche, Länge und Breite abgemessen.

### Andere Belege
1. 1 2  Angaben zur Tiefe nach der Seite zum Russenweiher (Memento des Originals vom 2. Mai 2018 im Internet Archive)  Info: Der Archivlink wurde automatisch eingesetzt und noch nicht geprüft. Bitte prüfe Original- und Archivlink gemäß Anleitung und entferne dann diesen Hinweis. der Anglerfreunde Speyer e.V
2. ↑  wk: Das Bad der Russen. STADTGESCHICHTE(N): Wie der Russenweiher zu seinem Namen kam. Artikel in der Zeitung Die Rheinpfalz auf Basis von Unterlagen der Familie Werner Kretz - der Bauer Franz Thomas gehörte zu den Vorfahren der Ehefrau von Werner Kretz, vom 3. Dezember 2014, Seite spe_hp16_lk-stadt.02 - Der Artikel wurde auch in Auszügen veröffentlicht auf der Seite des Historischen Vereins Speyer
3. ↑  wk: Das Bad der Russen. STADTGESCHICHTE(N): Wie der Russenweiher zu seinem Namen kam. Artikel in der Zeitung Die Rheinpfalz auf Basis von Unterlagen der Familie Werner Kretz - der Bauer Franz Thomas gehörte zu den Vorfahren der Ehefrau von Werner Kretz, vom 3. Dezember 2014, Seite spe_hp16_lk-stadt.02 - Der Artikel wurde auch in Auszügen veröffentlicht auf der Seite des Historischen Vereins Speyer
4. ↑  http://www.tagespost-speyer.de/index.php?c=592&action=show&f=suchen&cn=20&search=russenweiher
5. ↑  wk: Das Bad der Russen. STADTGESCHICHTE(N): Wie der Russenweiher zu seinem Namen kam. Artikel in der Zeitung Die Rheinpfalz auf Basis von Unterlagen der Familie Werner Kretz - der Bauer Franz Thomas gehörte zu den Vorfahren der Ehefrau von Werner Kretz, vom 3. Dezember 2014, Seite spe_hp16_lk-stadt.02
6. ↑  Archivierte Kopie (Memento des Originals vom 2. Mai 2018 im Internet Archive)  Info: Der Archivlink wurde automatisch eingesetzt und noch nicht geprüft. Bitte prüfe Original- und Archivlink gemäß Anleitung und entferne dann diesen Hinweis.
7. ↑  http://www.worldcat.org/search?qt=worldcat_org_all&q=978-3893918058